# Трамвай Риеки
Трамвай Риеки (хорв. Tramvajski promet u Rijeci) — трамвайная система в городе Риека, функционировавшая в с 1899 по 1952.

## История
Трамвайная система в австрийском городе Риека была запущена 7 ноября 1899. Маршрут проходил от станции Речной вокзал до реки Рьечина. В 1907 году трамвай начал ходить от восточной части города до в Аршипель.
Во время Второй мировой войны трамвай оставался единственным видом общественного транспорта в городе. Однако после окончания войны, трамваи, постепенно, начали заменять на троллейбусы. 15 июня 1952 трамвай Риеки прекратил своё существование и был заменён на троллейбус.